# Matt Casamassina
Matt Casamassina egy videójáték újságíró, üzletember és regényíró, valamint az IGN egyik alapító szerkesztője. 2010. április 23-án elhagyta az IGN-t. Mikor az oldalnak dolgozott, számos olyan játéknak a kritikájának és előzetesének volt a szerzője, amit a Nintendo fejlesztett, vagy adott ki. Los Angelesben él, házas és három gyereke van.
Casamassina 1997-ben kezdett, mint az N64.com weboldal szerkesztője, amiből hamar az IGN weboldal Nintendo 64-es szekciójává vált, míg az említett domain név átirányít a Nintendo hivatalos weboldalára.
Casamassina szintén megjelent sztárvendégként a G4 csatorna Attack of the Show! című műsorában, valamint karakter modellként a Nintendo 64-es Perfect Darkban. Ő Craig Harrisszel, Chadd Chamgersszel és Peer Scheiderrel együtt lettek az IGN által kiadott Cubetoons című webképregény főszereplőinek egyikévé.
Casamassina 2016-ban függetlenül adta ki első regényét, a Dead Weightet. 2017-ben Casamassina megalapította a Rogue Games Rt.-t, ami olyan játékokat fejlesztett és adott ki, mint a „Fisti-fluffs”, a „The Pocket Arcade” és az „Under: Depths of Fear”.

## Munkássága

### Apple
2010. április 22-én Casamassina bejelentette blogján, hogy elhagyja az IGN-t, hogy az Apple-nél dolgozhasson, ahol ő volt az iOS App Store szerkesztői menedzsere.

### Könyvek
Casamassina két regénynek a szerzője: Dead Weight (2016) és Spohistication (2018).

## Fordítás
- Ez a szócikk részben vagy egészben  a   Matt Casamassina című angol Wikipédia-szócikk fordításán alapul.  Az eredeti cikk szerkesztőit annak laptörténete sorolja fel. Ez a jelzés csupán a megfogalmazás eredetét és a szerzői jogokat jelzi, nem szolgál a cikkben szereplő információk forrásmegjelöléseként.